# Kongsvinger Fæstning
Kongsvinger Fæstning ligger i Kongsvinger i Hedmark fylke i Norge. Den ligger på en bakke vest for floden Glomma ved Glommakneet ved Tråstad (skansen er senere også benævnt Tråstad skanse). Den er videreudviklet fra Vingersundet skanse fra 1658. Flere kort tyder også på at der lå en skanse hvor Vinger Kirke senere blev bygget, som blev overflødig da fæstningen blev flyttet højere op. Fæstningen ejes i dag af Nasjonale festningsverk.

## Vinger skanse
I 1673 begyndte man arbejdet på en ny skanse på toppen af Tråstadbjerget, hvorfra man kunne kontrollere hele området omkring Glommakneet. Enkelte kilder hævder at der allerede i 1658 fandtes et forsvarsværk på toppen af bjerget, men senere vurderinger tyder på at disse kilder er baseret på flere misforståelser. Løjtnant Anthony Coucheron var ansvarlig for arbejderne. Anlægget bestod af en donjon omgivet af en firkantet mur med batterier i tre af hjørnerne. Andre bygninger blev efterhånden opført i eller rundt om skansen. Eftersom anlægget blev beordret opført af statholder Ulrik Frederik Gyldenløve blev det ofte kaldt Gyldenborg. Kaptajn Ole Ellingsen var kommandant over den første garnison som blev udstationeret der i 1674.

## Skansen bliver fæstning
For bedre at kunne stå i mod stærkere belejringsartilleri, begyndte man i 1681 at planlægge en ombygning af Vinger skanse til fæstning. Johan Caspar de Cicignon var først ude, men hans udkast var for dyrt og omfattende. Anthony Coucheron fik derfor til opgave at udarbejde en ny plan, som blev godkendt af kong Christian 5. 8. oktober 1681. Fæstningen blev bygget med en uregelmæssig stjerneform. I januar 1683 bestemte Gustav Wilhelm von Wedel at fæstningen skulle kaldes Kongens Vinger, hvilket senere blev trukket sammen til Kongsvinger. Fæstningen blev i hovedsagen anset som færdig i 1684, selv om byggearbejdet fortsatte nogle år til. Christian 5. besøgte fæstningen i 1685 under en norgesrejse.
Det var i denne forbindelse at Lejren opstod på skråningen syd for fæstningen. I lejren boede det militære personel med deres familier, samt de håndvækere og handelesmænd som forsynede fæstningen med varer og tjenester. Kongsvinger by var begyndt at vokse frem.

## Aldrig i strid
Fæstningen har aldrig vært belejret, og som sådan heller aldrig vært i direkte kamp. Måske kan det være på grund av fæstningens mulighed for at bestryge en fjende østfra med kanonild, mens fjenden opholdt sig på østsiden af Glomma. Glomma fungerede som en gedigen voldgrav, og var vigtig for forsvaret. To gange kom svenskerne så langt som på anden side af Glomma, men turde ikke krydse floden. Begge gange blev svenskerne beskudt fra fæstningen. Der var dog kampei 1808 og 1814 ved Lier skanse 6 km øst for fæstningen.
Ved unionsopløsningen i 1905 skulle alle grænsefæstninger nedrives, og en demilitariseret zone på 30 km oprettes på hver side af grænsen mellem Sverige og Norge. Fæstningen blev anset som gammeldags og ubrugelig, og blev derfor ikke berørt. Zonen ophørte i 1990'erne.

## 2. verdenskrig
I 1939 blev det tyske prisemandskabet fra «Deutschland» som havde bordet SS «City of Flint» interneret på fæstningen. Også otte tyske flyvere blev interneret. Dermed fik Kongsvingers befolkning, før mange andre, set tyske officerer i uniform frekventere norske beværtninger i efteråret 1939. De var jo internerede, og ikke krigsfanger.
I april 1940 kapitulerede fæstningens kommandant uden kamp, til forskel fra det nyere Vardåsen fort én km længere mod vest, under kaptajn Gösta Benckert.
Disse kampe rundt om Vardefortet med sine kanoner fra 1905 regnes blant de vigtigere i Norge i 1940. I Benckerts kompagni tjenestegjorde blandt andre Max Manus.
Under krigen var der både SS-skole og Gestapo-skole på Kongsvinger fæstning.

## Kulturfæstning
Kongsvinger Fæstning har vært vigtig for kulturlivet i Kongsvinger i over 300 år. Her kom veluddannede officerer fra både Tyskland og Danmark, og senere Sverige. En af disse var Fredrik Daniel Werenskiold, kaptajn og senere kommandant på Kongsvinger fæstning. Slægten kom fra Ribe i Jylland i midten af 1600-tallet. Tegneren og maleren Erik Theodor Werenskiold (1855–1938) var søn af kommandant Werenskiold, og tilbragte sin barndom på fæstningen.
I de senere år er det befalingsmandskursus for Heimevernet som har udgjort den vigtigste del af den militære tilstedeværelse på fæstningen. Dette kursus blev i 2002 flyttet til Værnes sammen med størstedelen af HVs rekrutoplæring.
Fæstningen har også været scene for Fæstningsspillene i Kongsvinger gennem en årrække, samt for koncerter.
I det gamle provianthus fra 1682 ligger Kongsvinger Fæstningsmuseum. Det drives af Kongsvinger fæstnings venner og består af fire udstillinger. Den vigtigste blev åbnet af Hans Majestet Kong Olav 5. i 1982 og viser forsvarets historie fra vikingtiden frem til i dag. Dette er en afdeling af Forsvarsmuseet i Oslo. Ud over den rent forsvarshistoriske udstilling, findes der en afdeling med fund tilbage fra stenalderen som beskriver distriktets mere civile historie.
Grænseløsudstillingen ”De gode hjelperne” blev åbnet i 2002, og beskriver den omfattende kurertrafik over grænsen til Sverige under anden verdenskrig. Billedegalleriet i tredje etage viser den fotografiske udstilling ”Fra Grændsevagten”, om tiden omkring unionsopløsningen. Den sidte udstilling viser arbejder af Ole Boger, som var vagtmester og altmuligmand på fæstningen.
I juli 2005 skred en del af fæstningsmuren ud og om efteråret blev en anden del af fæstningen afspærret på grund af risiko for skred. Reparationsarbejde blev igangsat, men måtte midlertidig standses i 2006 da der blev gjort uventede arkæologiske fund i jordmasserne bag den udskredne mur.

## Kommandanter
Årstal angiver udnævnelsesår.
- 1683 Georg Reichwein
- 1689 Johan Braun
- 1690 Johan Mollerup
- 1699 Markvard Otto Mangelsen
- 1703 Johan Otto Sesterfleth
- 1713 Povl Mathisen
- 1724 Johan Junge
- 1741 Hans Olai Fremmen
- 1746 Mogens Holck
- 1764 Johan Ludvig Maximilian Biellart
- 1796 Niels Harbou
- 1804 Gottfried Carl Wilhelm Gottlob von Blücher
- 1811 Benoni d'Aubert
- 1817 ?
- 1837 Wilhelm Sissener
- 1847 Peter Bernhard Anker
- 1850 Erik Theodor Anker
- 1859 Frederik Daniel Werenskiold
- 1878 Jonas Severin Dessen
- 1882 Christopher Frederik Lowzow
- 1893 Hans Christian Schjørn
- 1897 Wilhelm Gran
- 1897 Theodor Emil Lefevre Grimsgaard
- 1903 Theodor Flindt Ellerhusen
- 1912 Georg Marenus Gottlieb Erdmann